# 머렐
머렐(영어: Merrell)은 1981년 클락 매티스, 랜디 머렐, 존 슈바이처가 설립한 미국의 신발 회사이다. 최초의 제품은 카우보이용 부츠였다. 1987년 핀란드의 카라후(Karhu)가 인수했으며, 1997년 다시 울버린 월드 와이드가 인수하였다.

## 같이 보기
- 파타고니아
- 컬럼비아 스포츠웨어
- 아이스브레이커
- 라푸마
- 밀레
- 노스페이스
- 캐나다 구스
- 몽클레르
- 몽벨